# Бекерель
Бекерель (Бк, Bq) — одиниця вимірювання радіоактивності речовини в системі SI. Названа на честь Антуана Анрі Беккереля.
Один бекерель дорівнює радіоактивності матеріалу, в якому щосекунди відбувається один акт розпаду.
1 Бк = 1 с−1 = 2,703·10−11 кюрі = 10−6 резерфордів.
У SI бекерель є похідною одиницею. Розмірність бекереля — обернена секунда. Спеціальна назва для цієї одиниці використовується для того, щоб не плутати ні з чим іншим, а також щоб уникнути плутанини з префіксами. Аналогічно, обернена секунда для періодичних процесів отримала окрему назву герц.
Одиницю названо на честь французького фізика Анрі Беккереля, що спільно із Марією Кюрі у 1903 році отримав Нобелівську премію з фізики за відкриття радіоактивності.